# Spitssnuitdolfijnen
De spitssnuitdolfijnen (Ziphiidae) vormen een familie uit de onderorde der tandwalvissen (Odontoceti). Er leven tegenwoordig minstens twintig soorten in zes geslachten. 

## Kenmerken
Spitssnuitdolfijnen zijn middelgrote walvisachtigen. Ze variëren in grootte van de Humboldtspitssnuitdolfijn, die minder dan vier meter lang wordt, tot de zwarte dolfijn, die meer dan twaalf meter lang kan worden.
Alle soorten hebben een lange snuit. Ze hebben over het algemeen vrij weinig tanden. Bij de meeste soorten hebben alleen de volwassen mannetjes tanden. Dit zijn slechts twee kleine slagtanden in de onderkaak, die naar buiten steken als de bek gesloten is. De enige uitzonderingen zijn soorten uit de geslachten Berardius, waarbij ook de vrouwtjes deze tanden hebben, en Tasmacetus, die ook andere tanden heeft. 
De borstvinnen zijn klein in verhouding tot de rest van het lichaam. Ook de rugvin is klein, en bevindt zich op twee derde van het lichaam. Op de keel bevinden zich twee groeven, die in een V-vorm lopen. De twee groeven raken elkaar niet.

## Leefwijze
De spitssnuitdolfijnen hebben een aantal fysiologische aanpassingen waardoor ze erg diep kunnen duiken. Er is een waarneming van een dolfijn van Cuvier die dook tot 2.992 meter. Aangenomen wordt dat de dieren dieper kunnen duiken. Het kleine aantal tanden is een aanpassing aan het zachte voedsel: spitssnuitdolfijnen leven voornamelijk van inktvissen. De mannetjes gebruiken hun tanden als wapens bij gevechten met andere mannetjes. De meeste mannetjes hebben littekens verspreid over hun lichaam.
Spitssnuitdolfijnen jagen door hun voedsel naar binnen te zuigen. Ze jagen voornamelijk in de diepzee op koppotigen als inktvis en pijlinktvis, op diepzeevissen en soms ook op schaaldieren. 

## Verspreiding en leefgebied
Ze leven op volle zee, meestal ver van het continentaal plat of rondom de grens van het continentaal plat. Ze zijn vooral algemeen rond oceanische eilanden als de Azoren en de Canarische Eilanden, bij zeebergen en in troggen.

## Bekendheid
Slechts drie à vier soorten zijn redelijk bekend, de zwarte dolfijn, de spitssnuitdolfijn van de Blainville, de dolfijn van Cuvier en vooral de noordelijke butskop. De laatste drie zijn in het wild bestudeerd, zij het op slechts enkele locaties. Op de butskop werd vroeger ook veel gejaagd. De meeste soorten leven in de diepzee en laten zich zelden aan de kust zien. Daardoor is er over veel soorten vrij weinig bekend. Veel soorten zijn zelfs pas in de laatste decennia ontdekt, en het wordt niet uitgesloten dat er nog meer onontdekte soorten leven. Sommige soorten zijn zelfs alleen bekend van aangespoelde kadavers en dus nooit levend waargenomen.

## Soorten
De volgende soorten worden tot de familie gerekend:
- Familie Ziphiidae
  - Geslacht Berardius
    - Zuidelijke zwarte dolfijn (Berardius arnuxii)
    - Zwarte dolfijn (Berardius bairdii)
    - Berardius minimus

  - Geslacht Hyperoodon (Butskoppen)
    - Noordelijke butskop (Hyperoodon ampullatus)
    - Zuidelijke butskop (Hyperoodon planifrons)

  - Geslacht Indopacetus
    - Longmanspitssnuitdolfijn (Indopacetus pacificus)

  - Geslacht Mesoplodon
    - Gewone spitssnuitdolfijn (Mesoplodon bidens)
    - Bowdoinspitssnuitdolfijn (Mesoplodon bowdoini)
    - Hubbsspitssnuitdolfijn (Mesoplodon carlhubbsi)Op 4 juli 2024 spoelde op de zuidkust van Nieuw-Zeeland een dode spadetandspitssnuitdolfijn aan. Het was de eerste maal dat wetenschappers een gaaf exemplaar in handen kregen. Het dier wordt hier afgevoerd voor nader onderzoek.

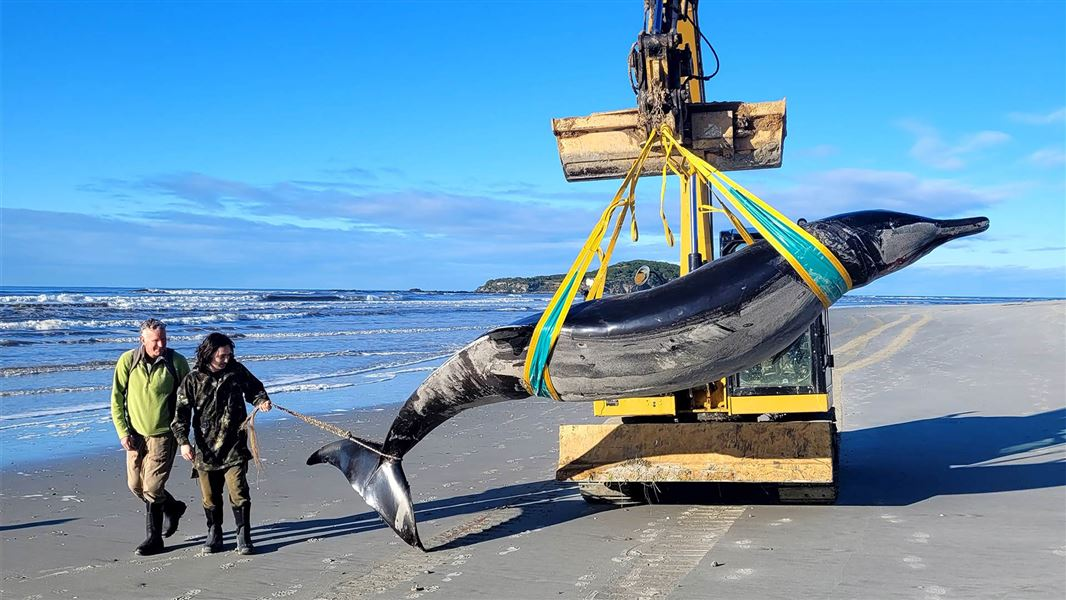
Op 4 juli 2024 spoelde op de zuidkust van Nieuw-Zeeland een dode spadetandspitssnuitdolfijn aan. Het was de eerste maal dat wetenschappers een gaaf exemplaar in handen kregen. Het dier wordt hier afgevoerd voor nader onderzoek.

    - Spitssnuitdolfijn van de Blainville (Mesoplodon densirostris)
    - Mesoplodon eueu
    - Spitssnuitdolfijn van Gervais (Mesoplodon europaeus)
    - Japanse spitssnuitdolfijn (Mesoplodon ginkgodens)
    - Spitssnuitdolfijn van Gray (Mesoplodon grayi)
    - Hectorspitssnuitdolfijn (Mesoplodon hectori)
    - Mesoplodon hotaula
    - Layardspitssnuitdolfijn (Mesoplodon layardii)
    - Spitssnuitdolfijn van True (Mesoplodon mirus)
    - Mesoplodon perrini
    - Humboldtspitssnuitdolfijn (Mesoplodon peruvianus)
    - Stejnegers spitssnuitdolfijn (Mesoplodon stejnegeri)
    - Spadetandspitssnuitdolfijn (Mesoplodon traversii)

  - Geslacht Tasmacetus
    - Shepherddolfijn (Tasmacetus shepherdi)

  - Geslacht Ziphius
    - Dolfijn van Cuvier (Ziphius cavirostris)